# Elaphoglossum commutatum
Elaphoglossum commutatum là một loài thực vật có mạch trong họ Lomariopsidaceae. Loài này được (Mett. ex Kuhn) Alderw. mô tả khoa học đầu tiên năm 1917.